# Municipio de Rutland (condado de Woodbury)
El municipio de Rutland (en inglés: Rutland Township) es un municipio ubicado en el condado de Woodbury en el estado estadounidense de Iowa. En el año 2010 tenía una población de 618 habitantes y una densidad poblacional de 6,65 personas por km².

## Geografía
El municipio de Rutland se encuentra ubicado en las coordenadas 42°31′5″N 95°55′8″O / 42.51806, -95.91889. Según la Oficina del Censo de los Estados Unidos, el municipio tiene una superficie total de 92.92 km², de la cual 92,92 km² corresponden a tierra firme y (0 %) 0 km² es agua.

## Demografía
Según el censo de 2010, había 618 personas residiendo en el municipio de Rutland. La densidad de población era de 6,65 hab./km². De los 618 habitantes, el municipio de Rutland estaba compuesto por el 94,98 % blancos, el 0,49 % eran afroamericanos, el 1,29 % eran amerindios, el 0,49 % eran asiáticos, el 1,13 % eran de otras razas y el 1,62 % eran de una mezcla de razas. Del total de la población el 1,78 % eran hispanos o latinos de cualquier raza.